# Урасава Наокі
Урасава Наокі (яп. 浦沢 直樹, Урасава Наокі, нар. 2 січня 1960) — японський художник манґи та музикант. Він малює манґу з чотирьох років, і протягом більшої частини своєї професійної кар'єри працював над двома манґами одночасно. Історії до багатьох з них були написані у співавторстві з його колишнім редактором Такаші Наґасакі. Урасаву називають одним із митців, які змінили історію манґи, і він отримав численні нагороди, зокрема тричі — премію Shogakukan Manga Award, двічі — культурну премію Тедзуки Осаму та один раз — премію манґи Коданся. Південнокорейський режисер Пон Чжун Хо назвав його «найкращим оповідачем нашого часу», а домінікансько-американський письменник Хунот Діас проголосив Урасаву національним надбанням Японії. Станом на грудень 2021 року тираж різних творів письменника становив понад 140 мільйонів примірників в усьому світі.
Першою великою роботою Урасави були ілюстрації до серіалу Pineapple Army (1985—1988), написаного Кадзуя Кудо. Першим серіалом, який він сам написав та проілюстрував, і його першим великим успіхом стала спортивна манґа Yawara! (1986—1993). Потім він проілюстрував пригодницький серіал Master Keaton (1988—1994), який написали Хокусей Кацусіка та Нагасакі, і створив спортивну манґу Happy! (1993—1999 рр.). Трилер Monster (1994—2001) став його першим міжнародним визнанням і успіхом, який продовжився з науково-фантастичною манґою 20th Century Boys (1999—2006). Після відомого Pluto (2003—2009), який є переосмисленням «Астробоя» Осаму Тедзуки, одного з найбільших впливів на Урасаву, він і Нагасакі створили містичний серіал Billy Bat (2008—2016). Після двох коротких серій, продовження Master Keaton з Нагасакі та Mujirushi, Урасава розпочав роботу над Asadora! у 2018 році.

## Раннє життя
Урасава назвав Осаму Тедзуку одним зі своїх героїв, особливо люблячи його манґу Hi no Tori. Арки «Найвеличніший робот на Землі» та «Штучне сонце» в Tetsuwan Atom Тезуки були його першим досвідом читання манґи у віці чотирьох чи п'яти років. Приблизно в цьому ж віці він почав малювати манґу, а у вісім років створив свою першу повну історію. Навіть у молодому віці Урасава бачив прірву між своєю роботою та роботою «справжнього художника манґи». Він сказав, що міг би також зробити манґу, яка була «комерціалізована» і створена лише зараді грошей, чого він не хотів робити. Тому він ніколи не думав стати професійним художником манґи і закінчив Університет Мейсей зі ступенем економіста.

## Кар'єра

### Дебют і успіх: 1982—2009
Коли Урасава відвідав Shogakukan, щоб подати заявку на роботу в бізнесі, він вирішив привезти якусь манґу, яку він намалював з цікавості. Редактор Weekly Shōnen Sunday не дав йому часу, але головний редактор Big Comic Original випадково пройшов повз і відчув, що робота більше підходить для Big Comic Spirits, і взяв Урасаву до редакційного відділу. У 1982 році він подав манґу на премію New Manga Artist Award, яку отримав його неопублікований твір «Повернення». Лише тоді він задумався про те, щоб стати професійним художником манґи. Через рік після виграшу нагороди Урасава познайомився з Такаші Нагасакі, який став його давнім редактором і співробітником.
Після роботи асистентом Урасава дебютував на професійному рівні в 1983 році з «Бета!», яка була опублікована в спеціальному випуску Golgo 13. Наступного року він створив короткий серіал «Танцюючий поліцейський». Урасава почав свою першу велику серіальну роботу, Pineapple Army, у 1985 році в півмісячному Big Comic Original. Він був ілюстратором серії, а Кадзуя Кудо — її сценаристом. Він закінчився 1988 року і був зібраний у вісім танкобонів. Працюючи над Pineapple Army, Урасава почав Yawara! у тижневику Big Comic Spirits у 1986 році, який він написав та проілюстрував сам. Це принесло йому перемогу 1989 Shogakukan Manga Award у загальній категорії. Того ж року робота була екранізована у фільмі та аніме-серіалі. Манґа закінчилася 1993 року і була зібрана у 29 томів.
Коли Pineapple Army закінчилася, Урасава почав працювати над манґою Master Keaton для Big Comic Original у листопаді 1988 року. Він проілюстрував її, а Хокусей Кацусіка написав її. Вона завершилася в серпні 1994 року і була зібрана у 18 томів. Телевізійна адаптація аніме почалася в 1998 році, а потім була завершена як оригінальна відеоанімація в 2000 році. Так само, коли Yawara! закінчилась, Урасава почав ще одну сольну серію у Big Comic Spirits. Happy! виходив з 1993 по 1999 рік і був зібраний у 23 томи. У 2006 році він був адаптований у двох телевізійних фільмах.
У грудні 1994 року після завершення Master Keaton, він розпочав роботу над Monster . Це принесло йому культурну премію Тедзуки Осаму 1999 року та його другу нагороду Shogakukan Manga Award у Загальній категорії у 2001 році. Він закінчився в грудні 2001 року, був зібраний у 18 томів і адаптований як аніме-серіал 2004 року. Хунот Діас, лавреат Пулітцерівської премії за художню літературу, похвалив Monster та проголосив, що «Урасава є національним надбанням Японії». Після закінчення Happy!, Урасава розпочав 20th Century Boys у 1999 році. Це принесло йому нагороду Kodansha Manga Award в 2001 році в загальній категорії і його третю нагороду Shogakukan Manga Award в загальній категорії в 2002 році. Він закінчився в 2006 році і був зібраний у 22 томи. Історія коротко продовжилася як 21st Century Boys у 2007 році, яка була зібрана у два томи. 20th Century Boys були адаптовані до трьох ігрових фільмів, які вийшли на екрани в 2008 і 2009 роках.
Працюючи над 20th Century Boys, Урасава почав адаптувати історію «Найвеличніший робот на Землі» з «Астробоя» Осаму Тедзуки у своїй манзі Pluto. З 9 вересня 2003 по 5 квітня 2009 він був виданий у Big Comic Original і зібраний у 8 томів. Це принесло йому другу культурну премію Тедзуки Осаму. У 2008 році Урасава почав працювати для Kodansha, працюючи над Billy Bat. Він виходив з 16 жовтня 2008 року по 18 серпня 2016 року і складався з 20 томів. Також у 2008 році Урасава та Нагасакі зайняли посади гостьових викладачів в Університеті Нагоя Зокеї, де вони викладали «Курс сучасного вираження: уроки манґи» два-три рази на рік, хоча клас збирався щомісяця. Спочатку курс планувався лише для п'яти студентів, але він погодився розширити його до п'ятнадцяти, намагаючись створити більше «справжніх митців».

### 2010—2019 роки
У 2010 році компанія Oricon провела опитування щодо «Манґаки, який змінив історію манґи», і Урасава посів десяте місце. У 2011 році Урасава проілюстрував екранізацію книжки з малюнками оповідання Косуке Хамади «Червона Оні плаче».
Урасава почав писати продовження Master Keaton в 2012 році під назвою Master Keaton Remaster. Коли його запитали, чому він повернувся до серіалу через стільки років, Урасава сказав, що це тому, що з оригіналом йому було важко створити історію, яку він хотів через договірні зобов'язання, а також тому, що люди, які постраждали від землетрусу та цунамі в Тохоку 2011 року, сказали, їм сподобався серіал, тому він хотів щось для них зробити. Починаючи з випуску Big Comic Original за березень 2012 року, продовження закінчилося у 2014 році та було зібране в один том. Будучи гостем на виставці Japan Expo у Франції 2012 року, Урасава розповів про те, як він увійшов у індустрію манґи, провів живу демонстрацію малювання та виконав дві пісні як музикант, а наступного дня приєднався до рок-групи Hemenway на сцені.
Між 2013 і 2014 роками Урасава брав участь у серії есе «The Old Guys», яка була опублікована в журналі Shueisha Jump X. Його внески та внески інших 32 письменників, які брали участь, були зібрані в томі з такою ж назвою за липень 2015 року. У серпні 2013 року Урасава створив свою першу «манґу про монстрів» під назвою «Kaiju Kingdom», 41-сторінковий ван-шот, опублікованій в Big Comic. Урасава є ведучим навчального документального телевізійного серіалу Urasawa Naoki no Manben, який у кожному епізоді зосереджується на різних художниках манґи та досліджує їхні індивідуальні стилі. Він почався як одноразовий спеціальний серіал у листопаді 2014 року, перший сезон був запущений у вересні 2015 року, другий у березні 2016 року, третій у вересні 2016 року і четвертий у березні 2017 року. Через три роки шоу повернулося в жовтні 2020 року з додаванням Neo в кінці назви. Шоу виграло нагороду за планування в грудні 2015 року в рамках щорічної премії Quick Japan TV of the Year за рішенням авторів трансляції. Епізод від 9 червня 2021 року на Yoshikazu Yasuhiko отримав головний приз у категорії «Розваги» на Японському фестивалі медіа-мистецтва у 2022 році. Починаючи з липня 2015 року, Урасава почав писати в серії колонок «Musica Nostra», які публікувалися в журналі Grand Jump від Shueisha.
Художня виставка робіт Урасави проходила в Токіо з 16 січня по 31 березня 2016 року, а потім переїхала в Осаку з 26 листопада по 25 січня 2017 року. Вона включала ілюстрації, рукописи манґи, нотатки до історій і манґу дитинства. Урасава написав коротку повнокольорову манґу з написанням зліва направо під назвою «Tanshin Funin/Solo Mission» до антології французьких коміксів The Tipping Point у лютому 2016 року на честь 40-річчя видавництва Humanoids. Антологія під новою назвою Turning Point була опублікована в Японії у вересні 2017 року. Він створив коротку тристорінкову манґу про британську рок-групу 1960-х років The Beatles, яка подорожує в часі до 2016 року. Випущена у червні 2016 року на веб-сайті токійської радіостанції InterFM897, вона збігається з телевізійною програмою KKBOX Here comes The Beatles і святкує 50-ту річницю візиту групи до Японії.
9 квітня 2017 року Урасава почав вести радіопрограму разом з актором і коміком Джунджі Такада. Junji and Naoki виходили в ефір щонеділі о 17:00 на Nippon Cultural Broadcasting, і обидва чоловіки розповідали про своє життя, професії та улюблені хобі. Того року Урасава також розпочав обмежену серію Mujirushi у співпраці з французьким музеєм Лувр. Це почалося в Big Comic Original в жовтні 2017 року і закінчилося 20 лютого 2018 року.
У січні 2018 року Урасава відвідав 45-й Міжнародний фестиваль коміксів в Ангулемі у Франції, де отримав спеціальну нагороду Fauve та спеціальну нагороду Fauve Polar SNCF за таємницю. На фестивалі також відбулася мистецька виставка його робіт, перш ніж вона переїхала в Париж з 13 лютого по 31 березня. Урасава був об'єктом телевізійної програми Wowow Prime Nonfiction W Urasawa Naoki ~Tensai Mangaka no Owaranai Tabi~ 23 червня, яка слідувала за ним по Європі, зокрема на Міжнародний фестиваль коміксів в Анґулемі 2018 року та зустріч з Клаусом Воорманном у Німеччині. Урасава почав Asadora! у Big Comic Spirits 6 жовтня 2018. Південнокорейський кінорежисер Пон Чжун Хо назвав Урасаву «найвидатнішим оповідачем нашого часу» та порівняв враження від читання Asadora! до можливості повернутися назад і вперше знову прочитати 20th Century Boys. Випуск Monthly Big Comic Spirits за листопад 2018 року, який вийшов 27 вересня, отримав спеціальну назву «Урасава Джек». Він включав однознімний фільм Урасави «Це чудовий день», який адаптував історію, розказану йому музикантом Кендзі Ендо, інтерв'ю між ним і Сігеру Ізумією та календар із ілюстраціями «красивих жінок» художника. 27 грудня Урасава разом із Чіакі Куріямою вів спеціальну радіопрограму про Осаму Тедзуку для Nippon Cultural Broadcasting.
У 2019 році він розробив офіційні плакати жіночого марафону в Осаці 2019 року та благодійної акції класичних автомобілів, організованої Тосіакі Карасавою для реконструкції після землетрусу та цунамі в Тохоку 2011 року. 23 січня 2019 року Japan House Los Angeles представив першу північноамериканську виставку робіт Урасави під назвою «Це МАНҐА — мистецтво НАОКІ УРАСАВИ». Виставка тривала до 28 березня 2019 року, на ній було представлено понад 400 оригінальних малюнків і розкадровок. Урасава взяв участь в обговоренні художників і підписанні книжок у день відкриття. Виставка перемістилася в Japan House London з 5 червня по 28 липня, де також був присутній художник. Урасава був номінантом 2019 року на входження до Зали слави Вілла Айснера.

### 2020–дотепер
У 2020 році Урасава намалював рекламу бренду багажу Samsonite Red і був обраний для створення одного з офіційних плакатів літніх Олімпійських ігор 2020 року. Другий рік поспіль він малював плакат жіночого марафону в Осаці. У червні Урасава створив портрет обкладинки для релізу Людвіга ван Бетховена, присвяченого 250-річчю Universal Japan. Він також з'являється в документальному фільмі ZK/Zunō Keisatsu 50 Mirai e no Kodō 2020 року про рок-гурт Zunō Keisatsu. Урасава став режисером та проілюстрував музичне відео, а також проілюстрував обкладинку для цифрового синглу Казуйоші Сайто «Boy» у березні 2021 року. У листопаді 2021 року перший ван-шот Урасави для Shueisha, «Dr. Toguro Dokuro no Saigo», був опублікований у Grand Jump на честь 10-річчя журналу. До грудня 2021 року його різноманітні твори нарахували понад 140 мільйонів примірників по всьому світу. Він мав роль у фільмі «Квітка в небі» у грудні 2022 року, де зіграв поета Харуо Сато.

## Стиль
Фусаносуке Нацуме, японський колумніст, сказав, що до вступу в університет на стиль Урасави вплинули роботи Сіндзі Наґасіми та Осаму Тедзуки 1970-х років, але продовжував стверджувати, що в 1979 році він став узгодженим із стилем Кацухіро Отомо. Говорячи в 1997 році про майбутнє манґи, Урасава висловив думку, що «Тезука створив форму, яка існує сьогодні, потім з'явилися карикатури, а комікси знову змінилися, коли на сцену вийшов Кацухіро Отомо. Я не думаю, що залишилося місце для подальших змін». Він також висловлював захоплення французьким художником Мебіусом і американським письменником Стівеном Кінгом. Хоча деякі роботи Урасави як Yawara! мали легкі розваги з симпатичними молодими дівчатами, Нацуме каже, що Урасава розробив власний особистий стиль із Monster, який він описав як реалістичний або режисерський, із кінематографічними макетами панелей, схожими на стиль Отомо. Також Нацуме зазначив, що багато хто з його персонажів нагадують відомих кінозірок. Сам Урасава описав свій підхід до манґи як схожий на розкадровку фільму і визнав свою роботу як орієнтовану на дорослих, заявивши, що навіть у дитинстві йому ніколи не подобалася манґа, призначена для дітей.

## Музика

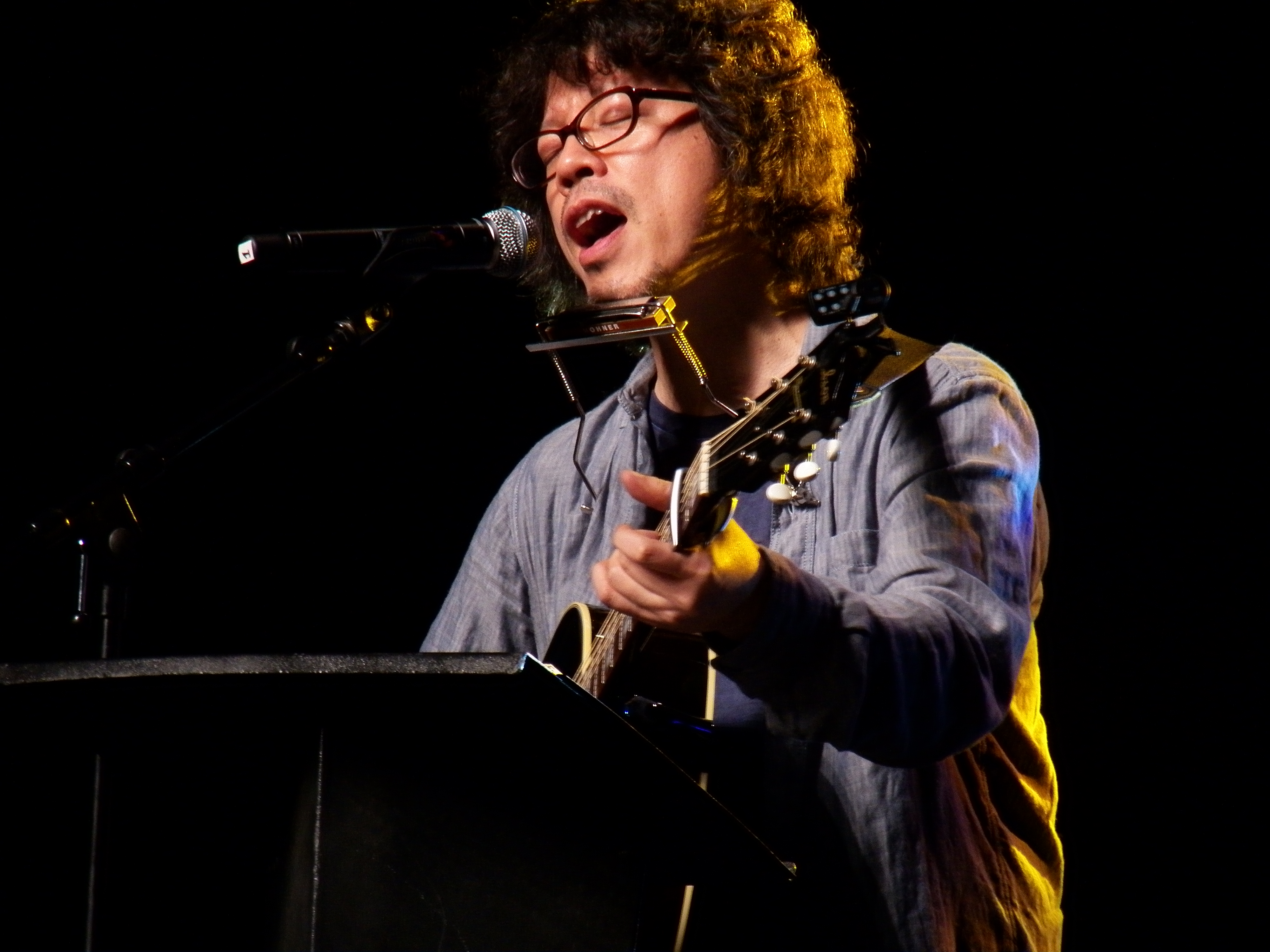
Урасава виступає наживо на Japan Expo 2012.

Урасава також є музикантом. Він сказав: «Багатьом художникам було важко вирішити, чи стати художниками манґи чи рок-музикантами, тож ці дві речі переплетені, вони синоніми!» Урасава почав грати на гітарі в молодшій школі, натхненний такими фолк-рок співаками й авторами пісень як Такуро Йосіда та Боб Ділан.
Урасава написав і виконав пісню «Bob Lennon (Kenji no Uta)» (яп. Bob Lennon (ケンヂの歌)), яка була випущена на компакт-диск, включеному в перший випуск 11 тому 20th Century Boys у 2002 році. Він випустив лімітований сингл «Tsuki ga Tottemo…» (яп. 月がとっても…) 4 червня 2008 року і свій дебютний альбом Hanseiki no Otoko (яп. 半世紀の男, «Half Century Man») 29 листопада 2008. Обидва були спродюсовані Кодзі Вакуї, а в альбомі бере участь Хіроюкі Намба та інші музиканти. 19 серпня 2009 року було випущено сингл із реміксом пісні «20th Century Boy» T. Rex та «Bob Lennon (Kenji no Uta)» Урасави Урасава та Міцуру Курамото написали та виконали "Nigero" (яп. 逃げろ) під іменем Urasawa ni Mitsuru (яп. 浦沢に美津留) щоб стати темою телевізійного шоу NTT Docomo 2011 року Tsubuyaki Sanshirō ~Ippon Nau! ~. У 2012 році він виконав японську кавер-версію «Girl from the North Country» Боба Ділана та «Guta lala suda lala» з його роботи 20th Century Boys на Japan Expo, а наступного дня приєднався до рок-гурту Hemenway на сцені.
Другий альбом Урасави, Mannon (яп. 漫音) , який він сам написав і продюсував, вийшов у 2016 році Урасава написав демо для пісні під назвою «Kanashiki LA Tengoku» (яп. 悲しきLA天国) і надіслав його музиканту Майку Віолі, який закінчив трек і запросив Урасаву до Лос-Анджелеса, щоб зіграти на ньому. У пісні грають Урасава, Віола, барабанщик Джим Келтнер і Міцуру Курамото. Він увійшов до альбому The Best of Mike Viola, який вийшов 22 січня 2020 року, а його виконання приписано Монаці. У 2020 році Урасава був одним із багатьох людей, що надіслали текст, який Sunplaza Nakano-kun застосував у новій версії пісні Bakufu Slump 1984 року «Murida! Ketteihan» (яп. 無理だ！決定盤) «Murida! Ketteihan» (яп. 無理だ！決定盤).

## Праці

### Серіали
- Pineapple Army (яп. パイナップルARMY, 1985–1988) — написано Кадзуєю Кудо
- Yawara! (яп. ヤワラ, Yawara, 1986–1993)
- Master Keaton (яп. MASTERキートン, Masutā Kīton, 1988–1994) — написано Хокусеєм Кацусіка спільно з Такасі Нагасакі
- Happy! (яп. ハッピー!, Happī!, 1993–1999)
- Monster (яп. モンスター, Monsutā, 1994–2001)
- 20th Century Boys (яп. 20世紀少年) / 21st Century Boys (яп. 21世紀少年) (1999—2006, 2007)
- Pluto (яп. プルートウ, Purūtō, 2003–2009) — написано спільно з Такасі Нагасакі, засновано на роботі Осаму Тедзуки
- Billy Bat (яп. ビリーバット, Birī Batto, 2008–2016) — написано спільно з Такасі Нагасакі
- Master Keaton Remaster (яп. MASTERキートン Reマスター, Masutā Kīton Rimasutā, 2012–2014) — написано спільно з Такасі Нагасакі
- Mujirushi (яп. 夢印-MUJIRUSHI-, 2017–2018)
- Asadora! (яп. 連続漫画小説 あさドラ!, Renzoku Manga Shōsetsu Asadora!, "Serial Manga Novel Asadora!", 2018–дотепер)

### Інша манґа
- «Пловці» (1979) — не публікувався до 13 травня 2003 року, номер «Evening» .
- «Повернення» (1981)
- «Бета!!» (1983) — опубліковано в спеціальному випуску Golgo 13[73]
- Dancing Policeman (яп. 踊る警官, Odoru Keikan, 1984)
- N・A・S・A (1988)
- Дзігоро! (1994) — включає в себе головну серію «Genroku Yarō» (яп. 元禄野郎) і «A Bat & 2 Balls»[74]
- Early Urasawa (яп. 初期のURASAWA, Shoki no Urasawa, 2000)
- «Throw Toward the Moon!» (яп. 月に向かって投げろ!, Tsuki ni Mukatte Nagero!, 2006) — написано спільно з Такаші Нагасакі
- «Kaiju Kingdom» (яп. 怪獣王国, Kaijū Ōkoku, 2013)
- «Damiyan!» (яп. ダミヤン, 2016)
- «It's a Beautiful Day» (яп. いっつあびゅうてぃふるでい, 2018) — оригінальна чернетка музиканта Кендзі Ендо
- Sneeze: Naoki Urasawa Story Collection (яп. くしゃみ 浦沢直樹短編集, Kushami Urasawa Naoki Tanpenshū, 2019)
- «Dr. Toguro Dokuro no Saigo» (яп. Dr.トグロドクロの最期, 2021)

### Телебачення, кіно та радіо
- Хлопці 20-го століття: Початок кінця (2008) — співавтор сценарію фільму[75]
- Хлопці 20 століття 2: Остання надія (2009) — керівник сценарію фільму[76]
- Хлопці 20-го століття 3: Викуп (2009) — співавтор сценарію фільму[77]
- Тибетський пес (2011) — початковий дизайн персонажів
- Urasawa Naoki no Manben (яп. 浦沢直樹の漫勉, "Naoki Urasawa's Manga Exertions", 2014–2017) — ведучий телешоу
- Junji and Naoki (яп. 純次と直樹, 2017–present) — співведучий радіошоу
- Nonfiction W Urasawa Naoki ~Tensai Mangaka no Owaranai Tabi~ (яп. ノンフィクションＷ 浦沢直樹 ～天才漫画家の終わらない旅～, 2018) — грає себе
- Seitan 90 Shūnen Kinen Tokuban ~Tezuka Osamu no Dengon~ (яп. 生誕90周年記念特番 ～手塚治虫の伝言～, 2018) — співведучий спеціальної радіопередачі
- ZK/Zunō Keisatsu 50 Mirai e no Kodō (яп. zk / 頭脳警察50 未来への鼓動, 2020) — грає себе
- Урасава Наокі но Манбен Нео (2020–тепер) — ведучий телешоу[78]
- «Хлопчик» (2021) — зняв та проілюстрував кліп Kazuyoshi Saito
- The Flower in the Sky (яп. 天上の花, 2022) — як Харуо Сато
- Mr. Moonlight ~1966 The Beatles Budōkan Kōen Min'na de Mita Yume~ (яп. ミスタームーンライト～1966 ザ・ビートルズ武道館公演 みんなで見た夢～, 2023)[79]

### Інші роботи
- Another Monster (2002) — роман, написаний з Такаші Нагасакі
- Задоволення! (2003) — обкладинка альбому Domino88
- Wakui Sings Dylan (яп. ディランを唄う, Diran o Utau, 2007) — обкладинка альбому Кодзі Вакуї
- Talkin' About Bob Dylan (яп. ディランを語ろう, Diran o Katarō, 2007) — книга, написана разом із Кодзі Вакуї, включає манґу "Bob Dylan's Great Adventure" (яп. ボブ・ディランの大冒険, Bobu Diran no Dai Bōken)
- Manben (яп. 漫勉, 2008) — художня книга
- Tensai ka Jinsai ka: Izumiya Shigeru All Time Best (яп. 天才か人災か ～泉谷しげるオールタイムベスト～, 2010) — обкладинка альбому[80]
- Gohan: Manzai Complete (яп. 『ご飯』～漫才コンプリート～, 2011) — обкладинка DVD для Waraimeshi[81]
- Pan: Warai no Shin Kyōchi (яп. 『パン』～笑いの新境地～, 2011) — обкладинка DVD для Waraimeshi[81]
- Red Oni Cries (яп. 泣いた赤鬼, 2011) — книжка з малюнками за історією Косуке Хамади, створена Такаші Нагасакі[82]
- Kyon 30: Nantettatte 30 Nen! (яп. Kyon30～なんてったって30年！～, 2012) — один із селекторів пісень[83]
- Hinshi no Soroku Tonya (яп. 瀕死の双六問屋, 2012) — обкладинка книги для Кійосіро Імавано[84]
- «Будь героєм» (2014) — обкладинка для Fudanjuku[85]
- Urasawa Naoki Egaite Egaite Kaki Makuru (яп. 浦沢直樹 描いて描いて描きまくる, 2016) — путівник
- Yano Pia (яп. やのぴあ, 2016) — обкладинка книги Акіко Яно[86]
- «Хлопчик» (2021) — обкладинка синглу Кадзуйоші Сайто

## Нагороди та номінації
| Нагорода                                                        | Рік  | Номінант                               | Категорія                                         | Результат | Посилання |
| --------------------------------------------------------------- | ---- | -------------------------------------- | ------------------------------------------------- | --------- | --------- |
| Angoulême International Comics Festival                         | 2004 | 20th Century Boys                      | Prize for a Series                                | Перемога  | [ 87 ]    |
| Angoulême International Comics Festival                         | 2011 | Pluto                                  | Intergenerational Award                           | Перемога  | [ 88 ]    |
| Angoulême International Comics Festival                         | 2018 | Naoki Urasawa                          | Fauve Special Award                               | Перемога  | [ 36 ]    |
| Angoulême International Comics Festival                         | 2018 | Naoki Urasawa                          | Fauve Polar SNCF Special Award                    | Перемога  | [ 36 ]    |
| Angoulême International Comics Festival                         | 2021 | Asadora!                               | Youth Selection                                   | Номінація | [ 89 ]    |
| Association des Critiques et des journalistes de Bande Dessinée | 2010 | Pluto                                  | Prix Asie-ACBD                                    | Перемога  | [ 90 ]    |
| Eagle Awards                                                    | 2012 | 20th Century Boys                      | Favourite New Manga                               | Перемога  | [ 91 ]    |
| Eisner Awards                                                   | 2007 | Monster                                | Best U.S. Edition of International Material—Japan | Номінація | [ 92 ]    |
| Eisner Awards                                                   | 2007 | Monster                                | Best Continuing Series                            | Номінація | [ 92 ]    |
| Eisner Awards                                                   | 2008 | Monster                                | Best Continuing Series                            | Номінація | [ 93 ]    |
| Eisner Awards                                                   | 2009 | Monster                                | Best Continuing Series                            | Номінація | [ 94 ]    |
| Eisner Awards                                                   | 2009 | Monster                                | Best U.S. Edition of International Material—Japan | Номінація | [ 94 ]    |
| Eisner Awards                                                   | 2010 | Naoki Urasawa                          | Best Writer/Artist                                | Номінація | [ 95 ]    |
| Eisner Awards                                                   | 2010 | Pluto                                  | Best U.S. Edition of International Material—Asia  | Номінація | [ 95 ]    |
| Eisner Awards                                                   | 2010 | Pluto                                  | Best Limited Series or Story Arc                  | Номінація | [ 95 ]    |
| Eisner Awards                                                   | 2010 | 20th Century Boys                      | Best Continuing Series                            | Номінація | [ 96 ]    |
| Eisner Awards                                                   | 2011 | 20th Century Boys                      | Best Continuing Series                            | Номінація | [ 96 ]    |
| Eisner Awards                                                   | 2011 | 20th Century Boys                      | Best U.S. Edition of International Material—Asia  | Перемога  | [ 97 ]    |
| Eisner Awards                                                   | 2011 | Naoki Urasawa                          | Best Writer/Artist                                | Номінація | [ 98 ]    |
| Eisner Awards                                                   | 2012 | 20th Century Boys                      | Best Continuing Series                            | Номінація | [ 96 ]    |
| Eisner Awards                                                   | 2013 | 20th Century Boys                      | Best U.S. Edition of International Material—Asia  | Перемога  | [ 99 ]    |
| Eisner Awards                                                   | 2015 | Master Keaton                          | Best U.S. Edition of International Material—Asia  | Номінація | [ 100 ]   |
| Eisner Awards                                                   | 2016 | Master Keaton                          | Best U.S. Edition of International Material—Asia  | Номінація | [ 101 ]   |
| Eisner Awards                                                   | 2019 | Naoki Urasawa                          | Will Eisner Hall of Fame                          | Номінація | [ 46 ]    |
| Harvey Awards                                                   | 2010 | Pluto                                  | Best American Edition of Foreign Material         | Номінація | [ 102 ]   |
| Harvey Awards                                                   | 2010 | 20th Century Boys                      | Best American Edition of Foreign Material         | Номінація | [ 103 ]   |
| Harvey Awards                                                   | 2013 | 20th Century Boys                      | Best American Edition of Foreign Material         | Номінація | [ 103 ]   |
| Harvey Awards                                                   | 2021 | Asadora!                               | Best Manga                                        | Номінація | [ 104 ]   |
| Japan Cartoonists Association Awards                            | 2008 | 20th Century Boys та 21st Century Boys | Grand Prize                                       | Перемога  | [ 105 ]   |
| Japan Media Arts Festival                                       | 1997 | Monster                                | Excellence Prize                                  | Перемога  | [ 106 ]   |
| Japan Media Arts Festival                                       | 2002 | 20th Century Boys                      | Excellence Prize                                  | Перемога  | [ 107 ]   |
| Japan Media Arts Festival                                       | 2005 | Pluto                                  | Excellence Prize                                  | Перемога  | [ 108 ]   |
| Премія манґи Коданся                                            | 2001 | 20th Century Boys                      | Загальна                                          | Перемога  | [ 13 ]    |
| Lucca Comics Awards                                             | 2004 | Monster                                | Best Series                                       | Перемога  | [ 109 ]   |
| Lucca Comics Awards                                             | 2010 | Pluto                                  | Best Series                                       | Перемога  | [ 109 ]   |
| Lucca Comics Awards                                             | 2012 | Billy Bat                              | Best Series                                       | Перемога  | [ 109 ]   |
| Lucca Comics Awards                                             | 2021 | Asadora!                               | Best Series                                       | Перемога  | [ 109 ]   |
| Max & Moritz Prize                                              | 2014 | Billy Bat                              | Best International Comic                          | Перемога  | [ 110 ]   |
| Max & Moritz Prize                                              | 2022 | Naoki Urasawa                          | Lifetime Achievement Award                        | Перемога  | [ 111 ]   |
| Seiun Awards                                                    | 2008 | 20th Century Boys та 21st Century Boys | Best Comic                                        | Перемога  | [ 112 ]   |
| Seiun Awards                                                    | 2010 | Pluto                                  | Best Comic                                        | Перемога  | [ 113 ]   |
| Shogakukan Manga Award                                          | 1989 | Yawara!                                | General                                           | Перемога  | [ 11 ]    |
| Shogakukan Manga Award                                          | 2000 | Monster                                | General                                           | Перемога  | [ 11 ]    |
| Shogakukan Manga Award                                          | 2002 | 20th Century Boys                      | General                                           | Перемога  | [ 11 ]    |
| Tezuka Osamu Cultural Prize                                     | 1999 | Monster                                | Grand Prize                                       | Перемога  | [ 14 ]    |
| Tezuka Osamu Cultural Prize                                     | 2005 | Pluto                                  | Grand Prize                                       | Перемога  | [ 14 ]    |